# Diecezja Egiptu
Diecezja Egiptu – diecezja Apostolskiego Kościoła Ormiańskiego z siedzibą w Kairze w Egipcie obejmująca swoim zasięgiem Egipt, Sudan i RPA. Biskupem diecezji jest Aszot Mnacakanjan (2022).